# Nerone (film 1977)
Nerone è un film del 1977 diretto da Mario Castellacci e Pier Francesco Pingitore, parodia dell'ascesa al trono imperiale di Nerone.

## Trama
Il giovane Nerone è incoronato imperatore grazie alla sua furbizia e all'aiuto della madre Agrippina, ma presto è considerato pazzo dal popolo romano e rinchiuso nel manicomio.

## Produzione
Il film è una parodia che punta a smentire gli storici circa la reputazione totalmente negativa dell'imperatore, inframezzato da temi di attualità degli anni settanta come il femminismo e le agitazioni politiche.
(Mario Castellacci e Pier Francesco Pingitore)
Il film fu girato in vari punti storici della Roma imperiale, tra cui: i giardini di Villa Adriana a Tivoli, le terme di Caracalla, il teatro romano di Ostia e il circo di Massenzio.

## Distribuzione
La pellicola fu distribuita nei cinema il 2 gennaio 1977. Subì la censura di tre scene per volere della commissione di revisione cinematografica; le scene tagliate furono:
1. Agrippina che offre il seno a Nerone;
2. Scena comprendente una statuetta con fallo;
3. Tigellino e Sporo nel letto abbracciati.[4]

## Accoglienza

### Critica
(Achille Valdata, La Stampa, 22 gennaio 1977)
(Piero Perona, Stampa Sera, 24 gennaio 1977)